# 102 Petty France

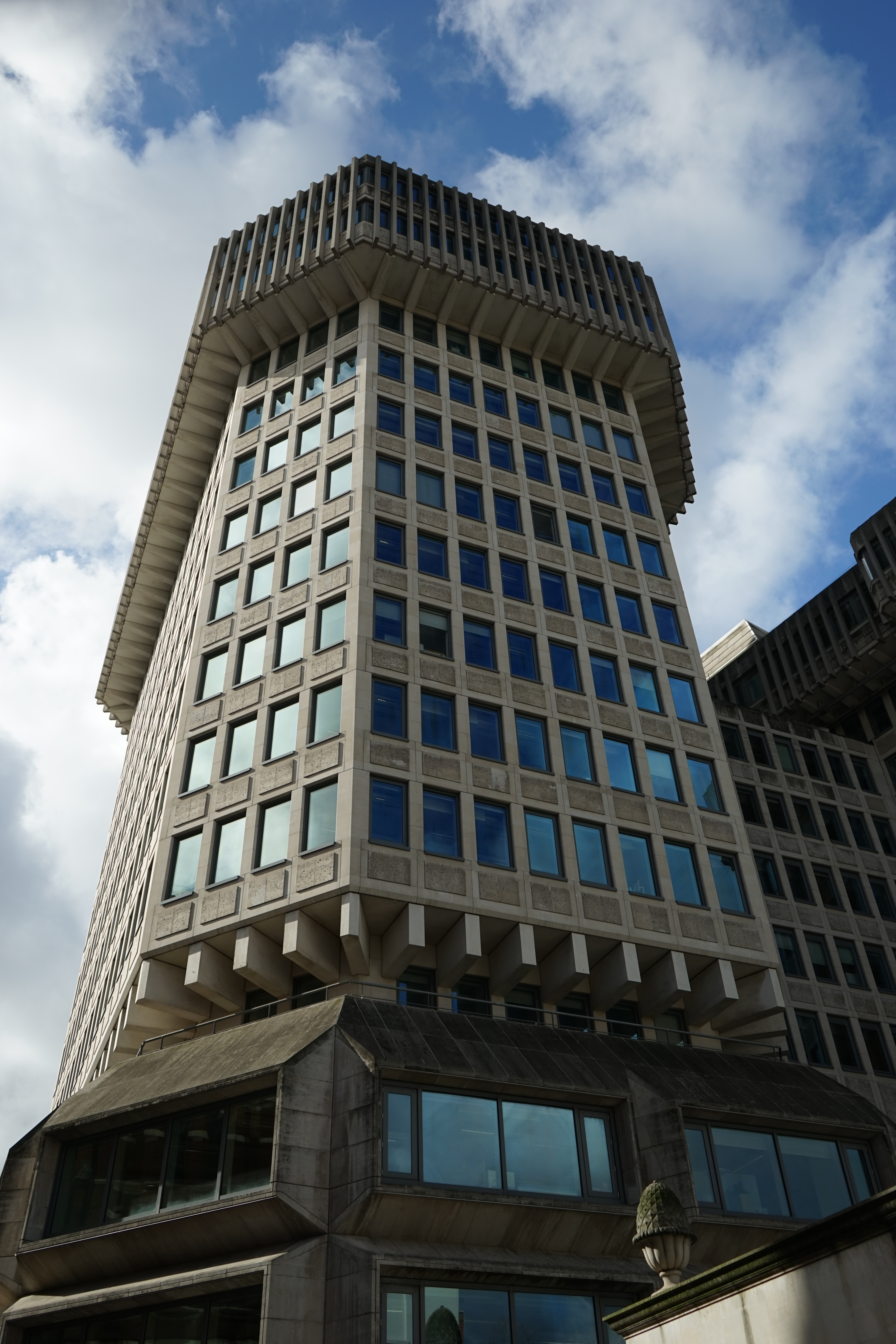
Huset

102 Petty France (mer känt som 50 Queen Anne's Gate) är ett brutalistiskt höghus i hjärtat av  Westminster, i centrala London som stod färdigt 1967 och är ritat av Basil Spence. Mellan 1978 och 2004 fanns Home Office i huset, som då kallades 50 Queen Anne's Gate. Efter en omfattande renovering är huset sedan 2008 det brittiska justitiedepartementets högkvarter.
Husets arkitektur präglas av den sena modernismens skulpturala former, liksom av brutalismens rika användning av exponerade betongstrukturer.